# 한반도기
한반도기(韓半島旗), 조선반도기는 흰색 바탕에 하늘색 한반도 지도가 그려진 기로, 국제 스포츠 대회에서 남북 단일팀의 단기(團旗)로 쓰기 위하여 1989년 남북체육회담에서 대한민국과 조선민주주의인민공화국이 합의해 제정하였다. 단일기(單一旗), 또는 통일기(統一旗)라고 부르기도 한다.
이 기는 체육 행사에서 대한민국과 조선민주주의인민공화국이 남북 단일팀을 이루거나 공동 입장, 공동 응원 등을 할 때에 주로 사용되고 있으며, 이 두 나라에서는 상대방의 국기 사용을 금기시하기 때문에 운동 경기에서 상대측을 응원할 때에 자주 쓰인다. 공동으로 부르는 노래로는 '아리랑'이 단가로 쓰인다.

## 역사
대한민국과 조선민주주의인민공화국은 1963년 스위스 로잔에서 개최된 1964년 도쿄 하계 올림픽 단일팀 구성을 위한 남북체육회담 때부터 단기와 단가(團歌) 제정을 논의하였으나, 의견 차이가 커서 단일팀 구성에 실패하였다.
노태우 정부 시절인 1989년에 1990년 베이징 아시안 게임 단일팀 구성을 위한 남북체육회담이 열려 단기 제정 문제가 다시 논의되었다. 양측은 절충을 거듭한 끝에 흰색 바탕에 하늘색 한반도 지도가 그려진 기를 단기로, 아리랑을 단가로 제정하였고, 1990년 아시안 게임부터 이 기가 응원 도구로 사용되었다.
한반도기는 일본 지바현에서 개최된 1991년 세계 탁구 선수권 대회와 포르투갈에서 개최된 1991년 FIFA 세계 청소년 축구 선수권 대회에서 남북 단일팀의 단기로 공식 사용되었다. 당시 남과 북의 올림픽위원회는 "흰색 바탕에 하늘색 우리나라 지도를 그려넣는 것으로 한다. 지도에는 한반도와 제주도를 상징적으로 그려넣고, 독도, 마라도, 마안도 등 기타 섬들은 생략하기로 한다."고 합의하였다.
이후 한반도기는 2000년 하계 올림픽 개막식을 시작으로 2002년 아시안 게임, 2003년 동계 아시안 게임, 2003년 하계 유니버시아드, 2004년 하계 올림픽, 2005년 아시아 육상 선수권 대회, 2005년 동아시아 경기 대회, 2006년 동계 올림픽, 2006년 아시안 게임, 2007년 동계 아시안 게임 등 여러 스포츠 대회 개막식에서 남북이 공동 입장할 때 사용되었다. 하지만 이후 남북 관계의 악화로 인해 한반도기를 사용한 남북의 공동 입장이 한동안 중단되었다.
그러다가 2018년 동계 올림픽 개막식 때 다시 한반도기를 들고 공동 입장하였다. 이후에 개최된 2018년 아시안 게임과 2018년 장애인 아시안 게임에서도 한반도기를 들고 공동 입장하였다.

### 제안된 한반도기 디자인

국제 올림픽 위원회가 제안한 남북한 단일 올림픽 선수단기의 디자인
조선민주주의인민공화국이 제안한 남북한 단일 올림픽 선수단기의 디자인
조선민주주의인민공화국이 제안한 남북한 단일 올림픽 선수단기의 디자인
조선민주주의인민공화국이 제안한 남북한 단일 올림픽 선수단기의 디자인
대한민국이 제안한 남북한 단일 올림픽 선수단기의 디자인
대한민국이 제안한 남북한 단일 올림픽 선수단기의 디자인

### 역대 한반도기 기수
| 대회                      | 개최지                     | 대한민국 대표 기수 (종목)         | 조선민주주의인민공화국 대표 기수 (종목) |
| ------------------------- | -------------------------- | --------------------------------- | --------------------------------------- |
| 2000년 하계 올림픽        | 오스트레일리아 시드니      | 정은순 (여자 농구 선수)           | 박정철 (남자 유도 감독)                 |
| 2002년 아시안 게임        | 대한민국 부산              | 황보성일 (남자 핸드볼 선수)       | 리정희 (여자 축구 선수)                 |
| 2003년 동계 아시안 게임   | 일본 아오모리현            | 김자연 (여자 바이애슬론 선수)     | 강현수 (남자 스피드스케이팅 임원)       |
| 2003년 하계 유니버시아드  | 대한민국 대구              | 최태웅 (남자 배구 선수)           | 김혜영 (여자 펜싱 선수)                 |
| 2004년 하계 올림픽        | 그리스 아테네              | 구민정 (여자 배구 선수)           | 김성호 (남자 농구 임원)                 |
| 2005년 동아시아 경기 대회 | 마카오                     | 양희종 (남자 농구 선수)           | 유현순 (여자 농구 선수)                 |
| 2006년 동계 올림픽        | 이탈리아 토리노            | 이보라 (여자 스피드스케이팅 선수) | 한정인 (남자 피겨스케이팅 선수)         |
| 2006년 아시안 게임        | 카타르 도하                | 이규섭 (남자 농구 선수)           | 리금숙 (여자 축구 선수)                 |
| 2007년 동계 아시안 게임   | 중국 창춘                  | 오재은 (여자 알파인 스키 선수)    | 리금성 (남자 아이스하키 선수)           |
| 2018년 동계 올림픽        | 대한민국 평창              | 원윤종 (남자 봅슬레이 선수)       | 황충금 (여자 아이스하키 선수)           |
| 2018년 아시안 게임        | 인도네시아 자카르타-팔렘방 | 임영희 (여자 농구 선수)           | 주경철 (남자 축구 선수)                 |
| 2018년 장애인 아시안 게임 | 인도네시아 자카르타-팔렘방 | 김선미 (여자 휠체어 펜싱 선수)    | 심승혁 (남자 수영 선수)                 |

## 다양한 유형의 한반도기
- 한반도와 제주도가 그려진 한반도기
- 한반도, 제주도, 울릉도가 그려진 한반도기
- 한반도, 제주도, 울릉도, 독도가 그려진 한반도기

### 대회별 한반도기의 종류
| 대회                                     | 울릉도 포함 | 독도 포함 |
| ---------------------------------------- | ----------- | --------- |
| 1990년 아시안 게임                       |             |           |
| 1991년 세계 탁구 선수권 대회             |             |           |
| 1991년 FIFA 세계 청소년 축구 선수권 대회 |             |           |
| 2000년 하계 올림픽                       |             |           |
| 2002년 아시안 게임                       |             |           |
| 2003년 동계 아시안 게임                  |             |           |
| 2004년 하계 올림픽                       |             |           |
| 2006년 동계 올림픽                       |             |           |
| 2006년 아시안 게임                       |             |           |
| 2007년 동계 아시안 게임                  |             |           |
| 2018년 동계 올림픽                       |             |           |
| 2018년 아시안 게임                       |             |           |
| 2018년 장애인 아시안 게임                |             |           |
| 2019년 세계 남자 핸드볼 선수권 대회      |             |           |

## 논란
1991년에 남과 북의 올림픽위원회는 한반도기에는 '한반도와 제주도를 상징적으로 그려넣고, 그 밖의 섬은 생략한다'고 합의하였으며, 경우에 따라서는 울릉도, 독도가 그려진 깃발을 쓰기도 하는데 이때 일본 측에서 독도 영유권을 주장하며 보이콧을 하는 등의 논란이 있다.
한반도기 사용에 대해 남과 북의 이견이 엇갈리는 경우가 있어 2018년 동계 패럴림픽에서는 개막식에서의 공동 입장이 무산되기도 하였다.

## 비슷한 사례
대표적으로 키프로스의 국기가 있는데 한반도기와 마찬가지로 키프로스 섬의 지도를 본따서 구릿빛에 가까운 노란색으로 그려낸 것이 특징이며 바탕색도 하얀색을 쓰고있다. 다만 지도 밑에 올리브 가지 2개가 엇갈려 그려진 것이 다른 점으로 그리스계와 터키계의 화해와 화합을 상징한다. 올림픽이나 국제연합 등에서는 공식적으로 사용되고 있으며 키프로스 내에서는 그리스의 국기나 터키의 국기와 동시 게양할 때 인정되는 편이다.

## 같이 보기
- 대한민국의 국기
- 조선민주주의인민공화국의 국기
- 한국의 기 목록